# 고주프비엘코폴스키
고주프비엘코폴스키(폴란드어: Gorzów Wielkopolski)는 폴란드 서부의 도시이며, 지엘로나구라와 함께 루부시주의 공동 주도(州都)이다. 면적은 86km2이며, 고도는 19m이다. 인구는 125,149명(2009년)이고, 인구밀도는 1,455.2명/km2이다. 1945년까지는 독일 영토로 란츠베르크안데어바르테(독일어: Landsberg an der Warthe)라는 이름이었다.

## 자매 도시
- 이탈리아 캄파니아주 살레르노현 카바데티레니
- 이탈리아 아브루초주 테라모현 테라모
- 독일 브란덴부르크주 에베르스발데
- 독일 프랑크푸르트
- 독일 노르트라인베스트팔렌주 헤르포르트
- 독일 니더작센주 페르둔
- 스웨덴 옌셰핑주 옌셰핑
- 미국 펜실베이니아